# Ježevik
Ježevik je naseljeno mjesto u Republici Hrvatskoj u sastavu općine Bukovlje u Brodsko-posavskoj županiji.

## Zemljopis
Ježevik se nalaze na obroncima Dilja, sjeverno od Bukovlje, susjedna naselja su Korduševci i Šušnjevci na istoku te Rastušje na zapadu.

## Povijest
Do Drugog svjetskog rata u Ježeviku je postojala srpska pravoslavna kapela Svetog Kirijaka Otšelnika. U vrijeme rata je srušena. Prva katolička misa u povijesti sela je služena 18. listopada 2022.

## Stanovništvo
Prema popisu stanovništva iz 2011. godine Ježevik je imalo 63 stanovnika. 
| broj stanovnika | 71    | 72    | 63    | 87    | 118   | 143   | 143   | 153   | 137   | 136   | 127   | 99    | 80    | 71    | 77    | 63    | 59    |
|                 | 1857. | 1869. | 1880. | 1890. | 1900. | 1910. | 1921. | 1931. | 1948. | 1953. | 1961. | 1971. | 1981. | 1991. | 2001. | 2011. | 2021. |